# Gestion de l'eau et des milieux aquatiques dans le Loiret
La gestion de l'eau et des milieux aquatiques dans le Loiret est l'activité qui consiste à planifier, développer, distribuer et gérer l'utilisation optimale des ressources en eau, superficielles ou souterraines, situées dans le Loiret, des points de vue qualitatif et quantitatif, mais aussi des milieux aquatiques.
Elle couvre l'ensemble des utilisations de l'eau, qu'elle soit destinée à des usages domestiques et urbains, industriels, agricoles ou à des fins de défense contre les incendies. Les milieux aquatiques sont quant à eux constitués des lacs et cours d'eau mais aussi des zones inondables ou humides, comme les marais et tourbières, et des nappes souterraines

## Usages domestiques et urbains

### Eau potable

#### Maîtrise d'ouvrage
Le service public d’eau potable a pour objet de fournir à tout usager une eau courante présentant des qualités la rendant propre à la consommation humaine. Constitue un service public d’eau potable « tout service assurant tout ou partie de la production par captage ou pompage, de la protection du point de prélèvement, du traitement, du transport, du stockage et de la distribution d'eau destinée à la consommation humaine » .
En France, la commune est administrativement responsable de la distribution de l’eau potable. Il s'agit d'une compétence obligatoire depuis  l’adoption de la loi du 30 décembre 2006 sur l’eau et les milieux aquatiques. Ce principe a été assorti de l’obligation d’arrêter un schéma de distribution d’eau potable en vue de délimiter les zones desservies par le réseau de distribution et donc in fine les zones dans lesquelles une obligation de desserte s’applique. Dans ces zones, la commune ne peut refuser le branchement sauf dans des cas très particuliers tels qu’une construction non autorisée ou de façon plus générale en méconnaissance des règles d’urbanisme. Par ailleurs, les distributions municipales d'eau potable doivent s'assurer du respect des exigences fixées par l'article R. 1321-2 du code de la santé publique pour les eaux destinées à la consommation humaine (limites de qualité, etc.). La production d’eau potable, son transport et son stockage sont par contre des compétences facultatives des communes.
Compte tenu de sa nature de service de réseau, le service public d’eau potable  constitue un domaine privilégié de coopération, soit sous la forme d’établissements publics de coopération intercommunale (EPCI), soit à travers  des syndicats mixtes ou à vocation unique. Dès lors qu’une commune confie à l’un de ces  établissements publics de coopération l’exercice d’une ou plusieurs missions relevant de la compétence « eau potable », l’établissement public se substitue à la commune dans ses droits et obligations pour l’exercice de ladite compétence. L’eau est par contre une compétence obligatoire des métropoles et des communautés urbaines   et une compétence optionnelle des communautés d’agglomération.
La loi NOTRe du 7 août 2015 prévoit que le transfert des compétences « eau et assainissement » vers les communautés de communes et les communautés d’agglomération, sera obligatoire à compter du 1er janvier 2020. Cette échéance est applicable à toutes les communautés de communes et à toutes les communautés d’agglomérations, qu’il s’agisse d’EPCI existants à la date de publication de la loi NOTRe ou d’EPCI issus d’une création ou d’une fusion intervenue après la publication de la loi,,.
| Communauté de communes     | facultative | CC existant au 7 août 2015     | Jusqu'au 31 décembre 2017           | Facultative |             |             |             |             |             |             |             |             |             |             |             |             |             |             |             |             |             |             |             |             |             |             |             |             |             |             |             |             |             |             |             |             |             |             |             |             |             |             |             |             |
| Communauté de communes     | facultative | CC existant au 7 août 2015     | 1er janvier 2018 - 31 décembre 2019 | Optionnelle |             |             |             |             |             |             |             |             |             |             |             |             |             |             |             |             |             |             |             |             |             |             |             |             |             |             |             |             |             |             |             |             |             |             |             |             |             |             |             |             |
| Communauté de communes     | facultative | CC créées après le 7 août 2015 | Jusqu'au 31 décembre 2019           | Optionnelle |             |             |             |             |             |             |             |             |             |             |             |             |             |             |             |             |             |             |             |             |             |             |             |             |             |             |             |             |             |             |             |             |             |             |             |             |             |             |             |             |
| Communauté de communes     | facultative | Toutes CC                      | À compter du 1er janvier 2020       | Obligatoire |             |             |             |             |             |             |             |             |             |             |             |             |             |             |             |             |             |             |             |             |             |             |             |             |             |             |             |             |             |             |             |             |             |             |             |             |             |             |             |             |
| Communauté d'agglomération | optionnelle | Toutes CA                      | À compter du 1er janvier 2020       | Obligatoire |             |             |             |             |             |             |             |             |             |             |             |             |             |             |             |             |             |             |             |             |             |             |             |             |             |             |             |             |             |             |             |             |             |             |             |             |             |             |             |             |
| Communauté urbaine         | obligatoire | obligatoire                    | obligatoire                         | obligatoire | obligatoire | obligatoire | obligatoire | obligatoire | obligatoire | obligatoire | obligatoire | obligatoire | obligatoire | obligatoire | obligatoire | obligatoire | obligatoire | obligatoire | obligatoire | obligatoire | obligatoire | obligatoire | obligatoire | obligatoire | obligatoire | obligatoire | obligatoire | obligatoire | obligatoire | obligatoire | obligatoire | obligatoire | obligatoire | obligatoire | obligatoire | obligatoire | obligatoire | obligatoire | obligatoire | obligatoire | obligatoire | obligatoire | obligatoire | obligatoire |
| Métropole                  | obligatoire | obligatoire                    | obligatoire                         | obligatoire |             |             |             |             |             |             |             |             |             |             |             |             |             |             |             |             |             |             |             |             |             |             |             |             |             |             |             |             |             |             |             |             |             |             |             |             |             |             |             |             |

#### Exploitation du service
Le service public de l'eau et de l'assainissement présente un caractère industriel et commercial et peut être géré en gestion directe (régie) ou en gestion déléguée.
Dans le cadre d'une régie directe, la collectivité prend en charge directement et intégralement le service en le faisant fonctionner avec ses propres agents et biens. Les équipes réalisent l’entretien des réseaux, contrôlent les eaux transportées et les rejets, assurent l’exploitation en régie des équipements, effectuent la maîtrise d’œuvre des travaux et les études d’assainissement .
Dans le cadre d'une gestion déléguée, la commune ou le regroupement intercommunal délègue un service à une entreprise spécialisée, pour une durée donnée. La délégation de gestion doit donc s'accompagner d’un contrôle de l'entreprise délégataire, pour qu'elle ne devienne pas une délégation de pouvoir. Il en existe deux types, :
- La concession : l’entreprise délégataire (le concessionnaire du service) finance, réalise et exploite les équipements pour le compte de la collectivité ;
- L’affermage : la collectivité décide et finance les investissements et reste propriétaire des équipements, tandis que l’entreprise délégataire (le fermier) exploite et entretient les équipements. Le fermier est rémunéré par le biais des redevances versées par les usagers en contrepartie du service rendu. Il reverse néanmoins à la collectivité une redevance destinée à participer à l'amortissement financier des investissements réalisés par celle-ci. En effet, ces derniers ne sont pas effectués par le fermier mais sont mis à sa disposition par la collectivité qui, en règle générale, en a assuré le financement.

#### Organisation au31 décembre 2016
| Structure                  | Nb structures | Nb communes |
| -------------------------- | ------------- | ----------- |
| Communauté d'agglomération | 1             | 5           |
| Communauté de communes     | 1             | 1           |
| SIVOM                      | 6             | 19          |
| SIVU                       | 56            | 184         |
| Syndicat mixte             | 2             | 6           |
| TOTAL                      | 66            | 215         |

Selon le jeu de données produit par l'ONEMA issu du Système d'Information sur les Services Publics d'Eau et d'Assainissement (SISPEA) présentant, pour chaque commune les services d'eau potable desservant cette commune, 66 structures intercommunales sont en service dans le Loiret au 31 décembre 2016, se décomposant en une communauté d'agglomération, une communauté de communes et 64 syndicats. Les précisions suivantes complètent cette synthèse :
- La Communauté de l'Agglomération montargoise et rives du Loing est compétente en matière de production, traitement, transport et stockage de l’eau potable pour cinq de ses communes membres seulement, les autres communes étant autonomes[19] ;

- La communauté de communes du Malesherbois est comptée dans cette liste, néanmoins au 1er janvier 2016 prend effet la création de la commune nouvelle Le Malesherbois qui emporte la dissolution de la communauté de communes qui couvre le même territoire de sept communes[20].

- Trois communes ont des parties de leur territoire (lotissement ou hameau) dépendant d'un syndicat différent du syndicat dont dépend principalement la commune  (Bazoches-sur-le-Betz, Le Bignon-Mirabeau, Fontenay-sur-Loing) et une commune (Saint-Hilaire-Saint-Mesmin) a un hameau dépendant d'un syndicat alors que la commune est compétente pour la production et la distribution de l'eau potable.

47 structures exploitent le service public d'eau potable en régie et 19 en gestion déléguée (une en concession et 18 en affermage).
L'année 2016 est marquée par la publication du schéma départemental de coopération intercommunale du Loiret arrêté le 30 mars 2016 qui prévoit en particulier la création de sept nouvelles communautés de communes et par les actions de la communauté d’agglomération « Orléans-Val de Loire » visant à anticiper son passage à terme en métropole, qui devient effectif le 1er mai 2017. Lors des fusions d'intercommunalités, les nouvelles structures héritent des compétences exercées par les anciennes intercommunalités qui les composent.

#### Évolution depuis le31 décembre 2016
La gestion de l'eau potable (production et distribution) étant une compétence obligatoire des communautés urbaines et des métropoles, la nouvelle communauté urbaine Orléans Métropole prend la compétence eau le 1er janvier 2017, se substituant aux communes et syndicats qui l'exerçaient auparavant. La métropole qui lui succède le 1er mai 2017 exerce de même obligatoirement le service public de l'eau. Les contrats de délégations de service existants doivent en particulier être modifiés pour tenir compte de la nouvelle maîtrise d'ouvrage.
En avril 2017, la commune de Pressigny-les-Pins adhère au SIAEP La Nivelle.

### Eaux usées et pluviales
Le terme assainissement recouvre deux problématiques distinctes, à savoir celle des eaux usées et celle des eaux pluviales. L'eau usée, une fois utilisée par le particulier, l'agriculteur ou l'industriel, est restituée au milieu naturel. Pour ne pas dégrader cette ressource précieuse, les eaux usées doivent être traitées avant leur rejet. Pour les eaux usées domestiques, deux grands modes de traitement sont possibles : l'assainissement collectif où les effluents, après collecte dans un réseau d'assainissement, sont traités dans une station d'épuration, et l'assainissement non collectif lorsqu’il n’existe pas de réseau d’assainissement,. La gestion des eaux pluviales constitue un enjeu important pour les collectivités, afin d'assurer la sécurité publique (prévention des inondations) et la protection de l’environnement (limitation des apports de pollution dans les milieux aquatiques). L'eau pluviale contribue à créer un risque d’inondation du fait du ruissellement sur les surfaces imperméabilisées. Ainsi pour les pluies plus importantes, il est en effet important de limiter les inondations liées au ruissellement pluvial ou aux débordements des systèmes d'assainissement et en cas d'événement exceptionnel il convient d'assurer la sécurité des biens et des personnes.

#### Maîtrise d'ouvrage
Comme pour la distribution de l’eau potable, l’assainissement collectif est une compétence obligatoire pour les communes depuis  l’adoption de la loi du 30 décembre 2006 sur l’eau et les milieux aquatiques. Cette compétence recouvre obligatoirement la collecte, le transport et l’épuration des eaux usées, l’élimination des boues produites, ainsi que le contrôle des raccordements aux réseaux publics de collecte.
Avant l'intervention de la loi NOTRe, l'assainissement, en tout ou partie, était une compétence optionnelle des communautés de communes.  Il figurait dans l'un des sept groupes ouverts au choix des communautés de communes qui devaient en exercer trois d'entre eux. Il est également une compétence optionnelle des communautés d’agglomération et une compétence obligatoire des communautés urbaines  et des métropoles.
La loi NOTRe du 7 août 2015 prévoit que le transfert des compétences « eau et assainissement » vers les communautés de communes et les communautés d’agglomération, sera obligatoire à compter du 1er janvier 
2020. la compétence assainissement collectif devra être globalisée avec la compétence assainissement non collectif. Cet élargissement sera obligatoire pour les collectivités qui voudront prendre  cette  compétence optionnelle en 2018. Le transfert d’une compétence entraîne  de  facto  la  mise  à disposition  gratuite  de  plein droit des biens, équipements et services publics utilisés, à la date du transfert, pour l'exercice de ces compétences et la substitution de la communauté dans les droits et obligations des communes,.
| Communauté de communes     | Optionnelle en tout ou partie | CC existant au 7 août 2015     | Jusqu'au 31 décembre 2017           | Optionnelle en tout ou partie |             |             |             |             |             |             |             |             |             |             |             |             |             |             |             |             |             |             |             |             |             |             |             |             |             |             |             |             |             |             |             |             |             |             |             |             |             |             |             |             |
| Communauté de communes     | Optionnelle en tout ou partie | CC existant au 7 août 2015     | 1er janvier 2018 - 31 décembre 2019 | Optionnelle en totalité       |             |             |             |             |             |             |             |             |             |             |             |             |             |             |             |             |             |             |             |             |             |             |             |             |             |             |             |             |             |             |             |             |             |             |             |             |             |             |             |             |
| Communauté de communes     | Optionnelle en tout ou partie | CC créées après le 7 août 2015 | Jusqu'au 31 décembre 2019           | Optionnelle en totalité       |             |             |             |             |             |             |             |             |             |             |             |             |             |             |             |             |             |             |             |             |             |             |             |             |             |             |             |             |             |             |             |             |             |             |             |             |             |             |             |             |
| Communauté de communes     | Optionnelle en tout ou partie | Toutes CC                      | À compter du 1er janvier 2020       | Obligatoire                   |             |             |             |             |             |             |             |             |             |             |             |             |             |             |             |             |             |             |             |             |             |             |             |             |             |             |             |             |             |             |             |             |             |             |             |             |             |             |             |             |
| Communauté d'agglomération | optionnelle                   | Toutes CA                      | À compter du 1er janvier 2020       | Obligatoire                   |             |             |             |             |             |             |             |             |             |             |             |             |             |             |             |             |             |             |             |             |             |             |             |             |             |             |             |             |             |             |             |             |             |             |             |             |             |             |             |             |
| Communauté urbaine         | obligatoire                   | obligatoire                    | obligatoire                         | obligatoire                   | obligatoire | obligatoire | obligatoire | obligatoire | obligatoire | obligatoire | obligatoire | obligatoire | obligatoire | obligatoire | obligatoire | obligatoire | obligatoire | obligatoire | obligatoire | obligatoire | obligatoire | obligatoire | obligatoire | obligatoire | obligatoire | obligatoire | obligatoire | obligatoire | obligatoire | obligatoire | obligatoire | obligatoire | obligatoire | obligatoire | obligatoire | obligatoire | obligatoire | obligatoire | obligatoire | obligatoire | obligatoire | obligatoire | obligatoire | obligatoire |
| Métropole                  | obligatoire                   | obligatoire                    | obligatoire                         | obligatoire                   |             |             |             |             |             |             |             |             |             |             |             |             |             |             |             |             |             |             |             |             |             |             |             |             |             |             |             |             |             |             |             |             |             |             |             |             |             |             |             |             |

#### Zonage d'assainissement
La loi sur l’eau du 3 janvier 1992 dispose que chaque commune ou groupement de communes doit délimiter après enquête publique, les zones d’assainissement collectif et les zones d’assainissement non collectif. Cette obligation de zonage d’assainissement répond au souci de préservation d’environnement, de qualité des ouvrages d’épuration et de collecte, de respect de l’existant et de cohérence avec les documents d’urbanisme. Les différents zonages peuvent être distingués, : 
- les zones d’assainissement collectif où elles sont tenues d’assurer la collecte des eaux usées domestiques et le stockage, l’épuration et le rejet ou la réutilisation de l’ensemble des eaux collectées ;
- les zones relevant de l’assainissement non collectif où elles sont tenues d’assurer le contrôle de ces installations et, si elles le décident, le traitement des matières de vidange et, à la demande des propriétaires, l’entretien et les travaux de réalisation et de réhabilitation des installations d’assainissement non collectif ;
- les zones où des mesures doivent être prises pour limiter l’imperméabilisation des sols et pour assurer la maîtrise du débit et de l’écoulement des eaux pluviales et de ruissellement ;
- les zones où il est nécessaire de prévoir des installations pour assurer la collecte, le stockage éventuel et, en tant que de besoin, le traitement des eaux pluviales et de ruissellement lorsque la pollution qu’elles apportent au milieu aquatique risque de nuire gravement à l’efficacité des dispositifs d’assainissement »

#### Organisation de l'assainissement collectif au 31 décembre 2016
| Structure                  | Nb structures | Nb communes |
| -------------------------- | ------------- | ----------- |
| Communauté d'agglomération | 2             | 35          |
| Communauté de communes     | 1             | 7           |
| SIVOM                      | 2             | 4           |
| SIVU                       | 10            | 23          |
| Syndicat mixte             | 1             | 4           |
| TOTAL                      | 16            | 73          |

Selon le jeu de données produit par l'ONEMA issu du Système d'Information sur les Services Publics d'Eau et d'Assainissement (SISPEA) présentant, pour chaque commune les services d'assainissement desservant la commune, 16 structures intercommunales sont compétentes en assainissement au 31 décembre 2016, se décomposant en deux communautés d'agglomération, une communauté de communes et 13 syndicats.
Le taux de gestion intercommunale traduit la proportion de communes ayant transféré toutes leurs compétences eau et assainissement à un établissement public de coopération intercommunale. Ce taux a vocation à atteindre 100 % au 1er janvier 2020. Dans le Loiret le taux départemental de gestion intercommunale (rattachement des communes à un regroupement intercommunal) concernant uniquement l'assainissement collectif est donc de 22 %. Il est à comparer au taux de gestion intercommunale évalué sur le plan national à 51,6 % pour l’année 2014, ce qui situe le département très en retard en matière de gestion intercommunale au niveau national.
9 structures gèrent dans le Loiret le service public d'eau potable en régie et 7 en gestion déléguée sous la forme d'un affermage.

#### Réseaux et équipements d'assainissement collectif
Après avoir été collectés tout au long d’un réseau de canalisations souterraines, les effluents sont dirigés vers des unités de traitement, appelées stations d’épuration. Le traitement des eaux usées a pour but de les dépolluer suffisamment pour qu’elles n’altèrent pas la qualité du milieu naturel dans lequel elles seront finalement rejetées. Ce traitement comporte en
général les étapes suivantes : le relevage, le prétraitement, des traitements physico-chimiques (traitements primaires), des traitements biologiques (traitements secondaires), la clarification, la désodorisation et le traitement des boues.
En juin 2016, 91 stations d'épuration étaient en service dans le Loiret. Huit installations peuvent traiter les effluents de plus de 10 000 équivalents-habitants. L'installation qui a la plus grande capacité est située sur la commune de La Chapelle-Saint-Mesmin et peut traiter les effluents de 350 000 EH. Elle est suivie des stations d'épuration de l'Île Arrault sur Saint-Pryvé-Saint-Mesmin (95 000 EH), de La Source sur Orléans (99 933 EH), du Val de Loire à Gien (30 800 EH), de Chécy	(25 000 EH), de Chateauneuf-sur-Loire (14 200 EH), de Beaugency (11 800 EH) et de Meung-sur-Loire (10 000 EH).

#### Assainissement non collectif
L’assainissement non collectif (ANC) désigne les installations individuelles de traitement des eaux domestiques. Ces dispositifs concernent les habitations qui ne sont pas desservies par un réseau public de collecte des eaux usées et qui doivent en conséquence traiter elles-mêmes leurs eaux usées avant de les rejeter dans le milieu naturel. Depuis 1992, les communes sont compétentes pour contrôler les installations d’ANC. Elles ont créé des services spécialisés, les services publics d’assainissement non collectif (SPANC), qui ont pour mission de vérifier la bonne exécution des travaux de réalisation et de réhabilitation, ainsi que le bon fonctionnement et l’entretien des installations . La loi sur l'eau et les milieux aquatiques du 30 décembre 2006 avait fixé au 31 décembre 2012 l’échéance du contrôle de toutes les installations d’assainissement non collectif, ce qui supposait une mobilisation importante des communes et de leurs groupements.
Au 31 décembre 2016, 318 des 334 communes du Loiret sont ainsi rattachées à une structure intercommunale compétente en assainissement non collectif, en général l'EPCI à fiscalité propre auquel est rattachée la commune. Seules les communes des communautés de communes  du  Betz et de la Cléry et de  Château-Renard font appel à un syndicat : le syndicat mixte d'aménagement rural des cantons de Courtenay et de Chateaurenard. Le taux de gestion intercommunale pour l'assainissement non collectif est en 2016 de 98 %.